# Bruny Nsimba
Bruny Nsimba (Bukunzao, 5 april 2000) is een Belgisch voetballer met Angolese en Congolese roots die sinds 2023 voor FCV Dender EH uitkomt. Nsimba is een vleugelspeler die ook als spits uit de voeten kan.

## Carrière
Nsimba werd geboren in Angola als zoon van een Congolese vader en een Angolese moeder. Na twee jaar verhuisde het gezin Nsimba naar België, waar Bruny zich op achtjarige leeftijd aansloot bij Anderlecht-Kuregem. Nsimba werd daar opgepikt door RSC Anderlecht, maar toen zijn gezin in 2009 naar Aalst verhuisde belandde hij bij FCV Dender EH. Via KV Mechelen, waar jeugdtrainer Alain Moyson hem in 2011 mee naartoe nam, belandde hij in 2013 uiteindelijk weer bij een topclub, namelijk KRC Genk.
In 2019 maakte Nsimba de overstap van de jeugd van Genk naar die van Royal Antwerp FC. Bij de beloften van Genk speelde hij meestal als linksbuiten, bij Antwerp speelde hij zowel rechtsbuiten als in de spits. In het voorjaar van 2020 werd hij overgeheveld naar de A-kern van Antwerp. Op 1 augustus 2020 maakte hij zijn officiële debuut in het eerste elftal van de club toen hij tijdens de bekerfinale in de slotfase mocht invallen voor de matchwinnaar Lior Refaelov. Op 8 augustus 2020 maakte hij ook zijn debuut in de Jupiler Pro League: hij mocht de laatste tien minuten invallen tegen Royal Excel Moeskroen. In beide wedstrijden speelde hij zonder contract.
Op 20 september 2020 mocht hij een halfuur invallen tegen KAS Eupen en leek hij op weg naar zijn eerste doelpunt voor Antwerp, maar het doelpunt werd afgekeurd door de buitenspelpositie van Dieumerci Mbokani. Vijf dagen later mocht hij voor het eerst starten voor Antwerp, in deze wedstrijd gaf hij een assist aan Dieumerci Mbokani voor het derde Antwerpse doelpunt in de 1-3-zege van Antwerp tegen KV Kortrijk. In oktober 2020 ondertekende Nsimba zijn eerste profcontract bij Antwerp.
Na de ondertekening van zijn profcontract kwam Nsimba nog maar weinig aan spelen toe voor de eerste ploeg van Antwerp: in de rest van het seizoen 2020/21 bleef hij, mede door blessureleed, steken op een invalbeurt van een handvol minuten tegen KV Oostende op 23 januari 2021. Ook in het seizoen 2021/22 kende Nsimba het nodige blessureleed. Zijn enige speelminuten van het seizoen kreeg hij op 11 februari 2022: in de competitiewedstrijd tegen RFC Seraing (0-1-zege) mocht hij in de 81e minuut invallen voor Alhassan Yusuf van trainer Brian Priske.

## Clubstatistieken
| Seizoen         | Club             | Land            | Competitie       | Competitie | Competitie | Beker | Beker | Supercup | Supercup | Europees | Europees | Totaal | Totaal |
| Seizoen         | Club             | Land            | Competitie       | Wed.       | Dlp.       | Wed.  | Dlp.  | Wed.     | Dlp.     | Wed.     | Dlp.     | Wed.   | Dlp.   |
| --------------- | ---------------- | --------------- | ---------------- | ---------- | ---------- | ----- | ----- | -------- | -------- | -------- | -------- | ------ | ------ |
| 2019/20         | Royal Antwerp FC | Vlag van België | Eerste klasse A  | 0          | 0          | 1     | 0     | —        | —        | 0        | 0        | 1      | 0      |
| 2020/21         | Royal Antwerp FC | Vlag van België | Eerste klasse A  | 5          | 0          | 0     | 0     | [ 13 ]   | [ 13 ]   | 0        | 0        | 5      | 0      |
| 2021/22         | Royal Antwerp FC | Vlag van België | Eerste klasse A  | 1          | 0          | 0     | 0     | —        | —        | 0        | 0        | 1      | 0      |
| 2022/23         | Royal Antwerp FC | Vlag van België | Eerste klasse A  | 10         | 1          | 3     | 0     | —        | —        | 0        | 0        | 13     | 1      |
| 2022/23         | Young Reds       | Vlag van België | Eerste nationale | 4          | 1          | —     | —     | —        | —        | —        | —        | 4      | 1      |
| 2022/23         | → SK Beveren     | Vlag van België | Eerste klasse B  | 11         | 3          | 0     | 0     | —        | —        | —        | —        | 11     | 3      |
| 2023/24         | FCV Dender EH    | Vlag van België | Eerste klasse B  | 28         | 14         | 2     | 0     | —        | —        | —        | —        | 30     | 14     |
| 2024/25         | FCV Dender EH    | Vlag van België | Eerste klasse A  | 11         | 3          | 0     | 0     | —        | —        | —        | —        | 11     | 3      |
| Carrière totaal | Carrière totaal  | Carrière totaal | Carrière totaal  | 70         | 22         | 6     | 0     | 0        | 0        | 0        | 0        | 76     | 22     |

Bijgewerkt op 22 oktober 2024.

## Erelijst
| Beker van België | 1× | 2019/20 |

3 Pupe ·
4 Goncalves ·
5 Fila ·
6 Masangu ·
7 M'Barki ·
8 Van Oudenhove ·
9 Lallemand ·
10 Hens ·
11 Scheidler ·
13 Devriendt ·
15 Fofana ·
16 Kvet ·
17 Yahaya ·
18 Rôdes ·
19 Akman ·
20 Hrncar ·
21 Cools ·
22 Ruyssen ·
23 Acquah ·
24 Viltard ·
26 Oratmangoen ·
30 Dietsch ·
34 Verrips ·
53 Sylla ·
77 Nsimba ·
88 Ferraro ·
90 Berte ·
98 Soladio ·
Coach: Euvrard